# いしのまき復興マラソン
いしのまき復興マラソン（いしのまきふっこうマラソン）は、東日本大震災からの復興への一助を目的とし2015年（平成27年）に始まった、宮城県石巻市にて行われるハーフマラソンを主体とした市民マラソンの大会である。

## 概要・種目・コース
正式名称には筆頭に「第1回」のような何回目の開催かの数字が付される。マラソンコースの競技はなく、ハーフマラソン、10kmの部など、距離や年代・男女別などで34種目がある。1964年東京オリンピック国立競技場の聖火台が一時貸与され セイホクパーク石巻（石巻市総合運動公園）やすらぎ広場で火が灯された中で、実施される。
- 初日 -石ノ森萬画館スタート・石巻市かわまち交流センターかわべいゴール約8ｋｍコースをウォーキング・ノルディックウォーキングの部を開催（年齢制限なし）
- 2日目 - 同公園をスタート・ゴール点とした「ハーフ」、「１０ｋｍ」、「５ｋｍ」、「３ｋｍ」、「２ｋｍ」、「２ｋｍファミリー」のがある。（運動公園東側の公道コース）

## 参加申し込み
- インターネット、電話、ゆうちょ銀行・郵便局窓口
- 定員、参加資格、制限時間などあり。

## 参加料
- ハーフマラソン:6，０００円
- 10 km、５ｋｍ4，５００円
- ３ｋｍ、２ｋｍ２，０００円
- ２ｋｍファミリ４，５００円
- ウォーキング・ノルディックウォーキング１，5００円
- 前日のゲストランナーランニングクリニックなど

## 参加賞
ウォーキング・ノルディックウォーキングの部を含めて、参加者全員に参加賞がある。

## 大会期日
- 2015年の場合 6月27日、6月28日
- 2016年の場合11月16日
- 2017年の場合6月17日、18日
- 2018年の場合6月23日、24日
- 2019年の場合6月22日、23日
- 2020年の場合6月27日、28日（予定していたが、新型コロナウイルス感染症の影響により開催中止）
- 2022年の場合6月25日、26日

## 会場（問い合わせ先）
- 〒986-0031 石巻市南境字新小堤18番地 セイホクパーク石巻（石巻市総合運動公園）

## 大会運営
- 主催:いしのまき復興マラソン実行委員会・いしのまき復興マラソン事務局セイホクパーク石巻（石巻市総合運動公園）0225-22-9111

## アクセス
- JR東日本
  - 石巻駅（仙石線・仙石東北ライン・石巻線）よりミヤコーバス「山下門脇線」乗車。「門脇4丁目バス停」下車約12分
  - 石巻駅・ランナー駐車場より無料シャトルバスに乗車
- 三陸沿岸道路
  - 石巻河南ICより車で15分
  - 石巻港ICより車で15分

駐車場:台数1000台（先着）

## 歴代優勝者（ハーフマラソンの部）

### 男子
- 第1回・男子ハーフマラソン 小山直城（東京・東農大） 1時間5分35秒

### 女子
- 第1回・女子ハーフマラソン 川崎美祈（山形・石巻専大） 1時間19分57秒[3]

## テレビ放送
- ミヤギテレビ